# Milan Řezáč
Milan Řezáč (* 1978) je český zoolog specializující se na výzkum pavouků. Pracuje na entomologickém oddělení Národním centru zemědělského a potravinářského výzkumu v Praze, mimo to v letech 2010 a 2012 působil i na Přírodovědecké fakultě Masarykovy univerzity v Brně, kde spoluvedl Cvičení z terénní arachnologie.
Proslavil se především objevem několika nových druhů pavouků: v roce 2008 popsal nový druh středoevropské fauny, stepníka moravského, a blízkovýchodní nový druh, šestiočku sadistickou, vyznačující se abnormálním způsobem kopulace. V roce 2014 oznámil objev dalšího nového druhu, šestiočky moravské.

## Dílo
Je autorem řady odborných a popularizujících článků, především z oboru arachnologie.